# Episodi di Buona fortuna Charlie (seconda stagione)
La seconda stagione della serie televisiva Buona fortuna Charlie è stata trasmessa negli Stati Uniti dal 20 febbraio 2011 al 27 novembre 2011 su Disney Channel.
In Italia la stagione va in onda dall'8 luglio 2011 al 30 settembre 2012 su Disney Channel Italia.
| nº | Titolo originale                   | Titolo italiano                           | Prima TV USA      | Prima TV Italia   |
| -- | ---------------------------------- | ----------------------------------------- | ----------------- | ----------------- |
| 1  | Charlie is 2!                      | Il secondo compleanno di Charlie          | 20 febbraio 2011  | 8 luglio 2011     |
| 2  | Something's Fishy                  | Un lavoro per Teddy                       | 27 febbraio 2011  | 15 luglio 2011    |
| 3  | Let's Potty                        | Charlie e il vasino                       | 6 marzo 2011      | 22 luglio 2011    |
| 4  | Happy Days                         | Non la si fa a una mamma!                 | 13 marzo 2011     | 29 luglio 2011    |
| 5  | Duncan vs. Duncan                  | Duncan contro Duncan                      | 20 marzo 2011     | 16 settembre 2011 |
| 6  | A.L.A.R.P. in the Park             | Una "passeggiata" nel parco               | 27 marzo 2011     | 23 settembre 2011 |
| 7  | Battle of the Bands                | Battaglia di Band                         | 3 aprile 2011     | 30 settembre 2011 |
| 8  | The Singin' Dancing' Duncans       | Gli allegri danzanti Duncan               | 10 aprile 2011    | 7 ottobre 2011    |
| 9  | Teddy's Bear                       | Lezioni di danza                          | 17 aprile 2011    | 14 ottobre 2011   |
| 10 | Meet the Parents                   | Incontro con i genitori                   | 1º maggio 2011    | 21 ottobre 2011   |
| 11 | Gabe's 12-1/2 Birthday             | La festa di compleanno di Gabe            | 8 maggio 2011     | 31 ottobre 2011   |
| 12 | The Break Up                       | La lunga fine di una storia               | 15 maggio 2011    | 11 novembre 2011  |
| 13 | Charlie Shakes It Up               | Charlie a tutto ritmo!                    | 5 giugno 2011     | 25 novembre 2011  |
| 14 | Baby's New Shoes                   | Il mistero delle scarpe scomparse         | 12 giugno 2011    | 18 novembre 2011  |
| 15 | Bye Bye Video Diary                | Cercansi video diari                      | 19 giugno 2011    | 2 dicembre 2011   |
| 16 | Monkey Business                    | Un brutto scherzo                         | 26 giugno 2011    | 1º dicembre 2011  |
| 17 | PJ in the City                     | Un triste addio                           | 10 luglio 2011    | 8 dicembre 2011   |
| 18 | Sun Show, part one                 | I Duncan alle Hawaii (prima parte)        | 24 luglio 2011    | 15 dicembre 2011  |
| 19 | Sun Show, part two                 | I Duncan alle Hawaii (seconda parte)      | 31 luglio 2011    | 16 dicembre 2011  |
| 20 | Amazing Gracie                     | Addio, Gracie!                            | 7 agosto 2011     | 26 dicembre 2011  |
| 21 | Termite Queen                      | La regina delle termiti                   | 21 agosto 2011    | 3 gennaio 2012    |
| 22 | The Bob Duncan Experience          | La guerra delle limonate                  | 28 agosto 2011    | 13 gennaio 2012   |
| 23 | Ditch Day                          | Un giorno di straordinaria follia         | 11 settembre 2011 | 9 dicembre 2011   |
| 24 | Alley Oops                         | La partita di bowling                     | 25 settembre 2011 | 2 febbraio 2012   |
| 25 | Scary Had A Little Lamb            | Dolcetto o scherzetto?                    | 9 ottobre 2011    | 28 ottobre 2011   |
| 26 | Return to Super Adventure Land     | Ritorno a Super Adventure Land            | 10 ottobre 2011   | 23 marzo 2012     |
| 27 | Can You Keep a Secret?             | Sai mantenere un segreto?                 | 23 ottobre 2011   | 30 marzo 2012     |
| 28 | Story Time                         | L'ora della favola                        | 6 novembre 2011   | 16 settembre 2012 |
| 29 | It's a Charlie Duncan Thanksgiving | Un rocambolesco giorno del Ringraziamento | 13 novembre 2011  | 23 settembre 2012 |
| 30 | Teddy on Ice                       | Un weekend glaciale                       | 27 novembre 2011  | 30 settembre 2012 |

## Il secondo compleanno di Charlie
- Titolo originale: Charlie is 2!
- Diretto da: Bob Koherr
- Scritto da: Erika Kaestle, Patrick McCarthy

### Trama
Charlie sta per compiere due anni, così Teddy vorrebbe portarla al concerto del suo telefilm preferito, ma non ci riesce, in quanto insieme a Gabe finisce in prigione. Amy e Bob affittano un cavallo, ma la protezione animali gli dimostra che il pony è stato rubato, per cui finiscono in prigione perché Bob non possiede il contratto d'affitto dell'animale. PJ non finisce in prigione, almeno non per lo stesso motivo: aveva accompagnato Teddy e Gabe al concerto, ma si distraeva disturbando uno dei cantanti, che, spazientito, chiama la sicurezza. Alla fine vengono tutti liberati dal cantante che PJ aveva disturbato.
- Guest star: Christopher Darga (Stan), Suzzanne krull (Joyce)

## Un lavoro per Teddy
- Titolo originale: Something's Fishy
- Diretto da: Bob Koherr
- Scritto da: Christopher Vane

### Trama
Teddy ha speso 90$ in SMS, per cui deve trovare un lavoro per recuperare tali soldi. Intanto Gabe e Amy si stanno sfidando ad una partita virtuale di Tennis, ma nessuno dei due riesce a vincere, per cui continuano così per sei ore di fila. PJ incontra una ragazza, con la quale inizia una relazione, ma in realtà è innamorata di Charlie. Bob scopre il lavoro di Teddy: inserviente in un parco di divertimenti per bambini. PJ si accorge che la fidanzata è ossessionata da Charlie e così la lascia.
- Guest star: Skyler Day (Kayla)

## Charlie e il vasino
- Titolo originale: Let's Potty
- Diretto da: Bob Koherr
- Scritto da: Phil Baker, Drew Vaupen

### Trama
Bob cerca di insegnare a Charlie come usare il vasino, ma lei butta molti giocattoli nel water, intasandolo. Così Bob inizia a scavare nel giardino per trovare il punto in cui la tubatura è intasata, ma il tubo si rompe, per cui l'acqua si riversa nel condotto dell'elettricità: alla fine la corrente salta in tutta la casa. Gabe e PJ, vogliono una tv in camera, e, combinazione, ne trovano una per strada. I due fratelli rubano la corrente alla signora Dabney, così alla fine tutti si ritrovano senza corrente. Intanto Teddy aiuta Ivy a chattare con Raymond, il ragazzo che le piace; ma non c'è l'elettricità, quindi invitano a casa Duncan, Raymond e Ivy, passando una bella serata insieme.
- Guest star: Daniel Curtis Lee (Raymond), Raven Goodwin (Ivy)

## Non la si fa a una mamma!
- Titolo originale: Appy Days
- Diretto da: Bob Koherr
- Scritto da: Phil Baker, Drew Vaupen

### Trama
Teddy e Ivy ingannano le loro mamme con la scusa di una festa riservata ai grandi. Ma quando entrambe lo scoprono attraverso Gabe, le vanno a cercare alla festa. Intanto PJ aiuta il padre morso da un ragno di cui è allergico, ma PJ capisce che Bob pensa che tutti siano perfetti, mentre lui solo carino, e questa cosa non gli piace. Intanto, Charlie vuole giocare a "mamma e papà" con Gabe, ma a lui non va e allora, la piccola ne risente e lo perseguita ovunque lui va.
- Guest star: Raven Goodwin (Ivy)

## Duncan contro Duncan
- Titolo originale: Duncan vs. Duncan
- Diretto da: Tommy Thompson
- Scritto da: Dan Staley

### Trama
Amy e Bob decidono di affittare una suite in un albergo, ma litigano e non si parlano per tutto il tempo. Intanto i ragazzi si mettono nei guai: Gabe deve andare ad un corso di Galateo con Jo, Teddy e PJ organizzano una festa, ma quando Amy e Bob fanno pace tornano a casa e li mettono in punizione ballando davanti agli amici di Pj e Teddy
- Guest star: Genevieve Hannelius (Jo)

## Una "passeggiata" nel parco
- Titolo originale: A.L.A.R.P. in the Park
- Diretto da: Bob Roherr
- Scritto da: Ellen Byron, Lissa Kapstrom

### Trama
Teddy è innamorata di un ragazzo, Evan, che è ossessionato da un gioco per ragazzini e per piacergli gioca anche lei con le carte del gioco fingendosi interessata. Quando Bob vince il premio di migliore disinfestatore si dimentica di ringraziare Amy, ma per fortuna lei non ha visto niente perché stava facendo finta di stare male per rimanere più tempo all'ospedale e non occuparsi della casa. Per fortuna PJ aggiusta il video del discorso del papà aggiungendo il ringraziamento alla mamma.
- Guest star: Matt Prokop (Evan)

## Battaglia di Band
- Titolo originale: Battle of the Bands
- Diretto da: Bob Koherr
- Scritto da: Jim Gerkin

### Trama
Teddy e Skyler vogliono battere PJ, Emmet e Spencer nella battaglia delle band al Centro Commerciale, ma alla fine capiscono che nessuno vuole più sfidarsi. Intanto Gabe si è fatto fare un regalo da un ragazzino ricco e per questo motivo Bob va a restituirglielo e fa amicizia con il padre del ragazzo. Amy sta facendo soldi con un disegno fatto da Charlie, ma un insegnante di arte le dice che quella non è vera arte. Alla fine della puntata PJ capisce che Skyler è più stupida di lui e iniziano a uscire insieme.
- Guest star: Samantha Boscarino (Skyler), Shane Harper (Spencer), Micah Stephen Williams (Emment)

## Gli allegri danzanti Duncan
- Titolo originale: The Singin' Dancin' Duncans
- Diretto da: Bob Koherr
- Scritto da: Jim Gerkin

### Trama
Amy convince la famiglia a ballare per una causa di beneficenza e per riuscire a battere il suo rivale, ma visto che la famiglia non sa ballare, la sostituisce con dei ballerini professionisti, ad eccezione di Charlie. Intanto Gabe e PJ vendono degli oggetti su Internet per fare soldi. Teddy non è stata invitata alla festa di una sua compagna di classe, così invita Ivy a casa sua, ma lei trova una scusa per non andare e Teddy sospetta che sia andata alla festa senza di lei.
- Guest star: Raven Goodwin (Ivy)   Cameron Boyce (Sostituto Gabe)

## Lezioni di danza
- Titolo originale: Teddy's Bear
- Diretto da: Bob Koherr
- Scritto da: Christopher Vane

### Trama
Teddy riceve un compito dove ci sono delle risposte giuste segnate come sbagliate, ma il professor Piper si rifiuta di correggersi e le cose iniziano a peggiorare quando Amy vuole aiutarla. Invece Bob iscrive Charlie ad un corso per balletto classico e finisce per partecipare anche lui. Intanto Gabe aiuta PJ ad affrontare Brock, l'ex-fidanzato di Skyler.
- Guest star: Phil Abrams (Mr. Piper), Samantha Boscarino (Skyler).

## Incontro con i genitori
- Titolo originale: Meet the Parents
- Diretto da: Bob Koherr
- Scritto da: Erika Kaestle, Patrick McCarthy

### Trama
Teddy e PJ fingono di essere Amy e Bob ad un incontro scuola-famiglia di Gabe, e funziona tutto finché l'insegnante non vede Teddy con il suo fidanzato Derek. Bob scommette con Amy che lei non riuscirà a costruire una casetta per Charlie senza il suo aiuto. Invece PJ e Skyler stanno per avere il loro primo appuntamento ufficiale.
- Guest star: Samantha Boscarino (Skyler), Reid Ewing (Derek), K Callan (insegnante)

## La festa di compleanno di Gabe
- Titolo originale: Gabe's 12-1/2 Birthday
- Diretto da: Bob Koherr
- Scritto da: Jim Gerkin

### Trama
Amy e Bob vorrebbero organizzare qualcosa per il dodicesimo compleanno di Gabe al Super Adventure ma la festa capita proprio nello stesso giorno di una bufera di neve. Intanto a Ivy non piace il nuovo fidanzato di Teddy, Derek, e questo le fa litigare. 
- Guest star: Raven Goodwin (Ivy), Reid Ewing (Derek)

## La lunga fine di una storia
- Titolo originale: The Break Up
- Diretto da: Bob Koherr
- Scritto da: Phil Baker & Drew Vaupen

### Trama
Teddy decide di lasciare Derek; una volta lasciato, il ragazzo non fa nessuna obiezione, cosa che infastidisce Teddy. Intanto Amy decide di insegnare l'hockey a Gabe, ma durante gli allenamenti lei si fa male. Intanto PJ e i suoi colleghi ricevono un misero stipendio dal gestore per cui lavorano e Bob lo aiuta a farsi aumentare il salario.
- Guest star: Reid Ewing (Derek) , Martin Spanjers (Justin)

## Charlie a tutto ritmo!
- Titolo originale: Charlie Shakes It Up
- Diretto da: Joel Zwick
- Scritto da: Christopher Vane
- Con: A tutto ritmo
- Titolo alternativo: Amy a tutto ritmo (utilizzato nelle repliche)

### Trama
Teddy, Amy e Charlie decidono di partire per Chicago per andare a trovare una loro prozia, ma vengono scambiate per le sorelle Duncan, famose ballerine che dovranno esibirsi nello show televisivo Shake It Up Chicago, ma visto che non sanno ballare vengono aiutate da Rocky e CeCe. Intanto a casa Duncan, Gabe e PJ cercano di fare soldi facendo pulizia in soffitta, ma alla fine vendono un portabiscotti alla signora Dabney che conteneva 500 dollari mentre Bob guarda la sua serie fantascientifica preferita in video cassette.
- Guest star: R. Brandon Johnson (Gary Wild), Bella Thorne (CeCe), Zendaya (Rocky), Davis Cleveland (Flynn), Adam Irigoyen (Deuce).
- Nota: questo episodio è considerato solo di "Buona fortuna Charlie" e non di "A tutto ritmo".
- Nota: questo episodio fa capire che "Buona fortuna Charlie" e "A tutto ritmo", vivono nello stesso universo immaginario insieme alla serie Jessie infatti nell'episodio Buona Fortuna Jessie: Natale a New York Teddy e Pj vanno a festeggiare il Natale a casa di Jessie.

## Il mistero delle scarpe scomparse
- Titolo originale: Baby's New Shoes
- Diretto da: Bob Koherr
- Scritto da: Ellen Byron, Lissa Kapstrom

## Cercasi video diari
- Titolo originale: Bye Bye Video Diary
- Diretto da: Phill Lewis
- Scritto da: Erika Kaestle, Patrick McCarthy

### Trama
Charlie rompe per sbaglio il computer di Teddy, dove erano salvati tutti i suoi video diari. La sorella, scoraggiata, decide di non fare più video diari per Charlie. Intanto PJ sta per andare ad un college di due giorni (Università polli espressi) e Gabe si prende la sua camera.

## Un brutto scherzo
- Titolo originale: Monkey Business
- Diretto da: Bob Koherr
- Scritto da: Dan Staley

### Trama
Gabe vorrebbe andare al Super Adventure, ma il papà dice di no, perché è molto costoso, così falsifica un biglietto della lotteria e fa credere ai genitori di aver vinto molti soldi, ma Amy, credendosi ricca, lascia il lavoro. Intanto Teddy sta facendo da baby-sitter alla figlia della vicina di casa, Deedee Dooley. Così andando con Ivy, Charlie e Deedee ad "Assembla una Scimmia" (un corso per creare peluche a forma di scimmie), si scorda di avere gli orecchini costosi di Debbie Dooley. Tornata a casa si accorge di averne perso uno e con l'aiuto delle foto di Ivy scopre di averlo fatto cadere in un peluche. Teddy strappa la testa della scimmietta di peluche di Charlie, ma non vi trova niente. Poi, mentre fa la baby-sitter, strappa anche quella di Deedee. Sfortunatamente i genitori di Deedee avevano messo una webcam e quindi decidono di tenersi alla larga dai Duncan.  Invece il papà di Skyler sta spiando PJ per vedere se lui è il ragazzo giusto per la figlia. Alla fine PJ gli fa capire che ama davvero Skyler e scopre che in realtà il papà della ragazza è un uomo con un'espressione da elfo e simpatico e che ne aveva assunto uno finto.
- Guest Star: Lee Arenberg (papà di Skyler)

## Un triste addio
- Titolo originale: PJ in the City
- Diretto da: Bob Koherr
- Scritto da: Phil Baker, Drew Vaupen

### Trama
Skyler si deve trasferire a New York, ma non lo ha detto a PJ. Invece Teddy sta per fare la foto scolastica, ma vuole un bellissimo vestito, ma per avere i soldi inizia a lavorare, ma nello stesso negozio dove sta lavorando Spencer ed entrambi devono sembrare stupidi per mantenere il lavoro. Invece Amy inizia a dare fastidio a Gabe dicendogli come comportarsi con le ragazze.
- Guest star: Shane Harper (Spencer), Samantha Boscarino (Skyler)

## I Duncan alle Hawaii
- Titolo originale: Sun Show
- Diretto da: Bob Koherr
- Scritto da: Christopher Vane

### Trama
Per il loro ventesimo anniversario, Bob porta in vacanza tutta la famiglia alle Hawaii. Dopo aver camminato su un terreno sacro, Amy fa maledire tutta la sua famiglia, ma si rifiuta di crederci, fino a quando lei viene bloccata in un ascensore con una donna sovrappeso claustrofobica; Teddy cade dalla tavola durante la sua lezione di surf; il pilota del tour aereo di PJ e Gabe si addormenta durante il volo; Bob viene colpito con una pallina da golf, e Charlie scompare. Nel frattempo, Bob continua ad andare seminari della durata di un'ora per una multiproprietà, dato che per ottenere il viaggio gratis si è finto un acquirente. Ancora ritenere che siano maledette, Amy incontra più volte la plumeria e ottiene gravi reazioni allergiche. Teddy trova finalmente Charlie dopo averla vista giocare con un gruppo di altri bambini e Bob chiede a Teddy di fingere di essere Amy per il seminario per una multiproprietà. Dopo aver fatto una promessa a Dio durante la pre-morte sua e di PJ in un tour aereo, Gabe aiuta PJ ad affrontare le sue paure. 
- Guest star: Booboo Stewart (Kai, l'istruttore di surf)

## Addio, Gracie!
- Titolo originale: Amazing Gracie
- Diretto da: Bob Koherr
- Scritto da: Jim Gerkin

### Trama
Teddy compra una macchina usata dal padre di Ivy ma la macchina viene travolta da un camion mentre lei tenta di salvare uno scoiattolo. Così Teddy e Mary Lou organizzano un "funerale" per l'auto. Ciò porta ad un canto da parte di Mary Lou chiamato "Amazing Gracie" che riporta ad "Amazing Grace". Amy è offesa e turbata perché Charlie non fa una scenata mentre l'accompagna all'asilo, che porta a misure drastiche. Amy organizza la giornata "Mamma & Charlie Day" giocando molto con la piccola. Al secondo giorno d'asilo Amy porta Charlie, che come il giorno prima la ignora senza fare scenate ed entra, ma poi la piccola ritorna ed abbraccia la mamma. PJ e Gabe cercano di trovare a Bob un amico per evitare di andare con lui alla pesca annuale con i figli.

## La regina delle termiti
- Titolo originale: Termite Queen
- Diretto da: Bob Koherr
- Scritto da: Dan Staley

### Trama
Teddy va con Bob a un convegno di sterminatori nella speranza di renderlo abbastanza felice per comprarle una macchina, ma il convegno si rivela essere più di quello che sembrava. Bob, infatti, è molto in competizione con Murray, un collega. Quindi fa travestire Teddy da "Regina delle Termiti", per promuovere la sua invenzione. Ritornati a casa Teddy cerca di convincere il padre per avere l'auto, ma vedendo quant'è felice ora che i figli hanno ricominciato ad aiutarlo, ci rinuncia. Nel frattempo, Gabe e Jake girano un film di mostri interpretato da Charlie. Un amico di PJ dell'UPE (Università Polli Espressi) arriva a Denver e va a casa Duncan ma fa impazzire Amy con le sue abitudini di vita.

## La guerra delle limonate
- Titolo originale: The Bob Duncan Experience
- Diretto da: Bob Koherr
- Scritto da: Samantha Silver

### Trama
Dopo aver accidentalmente rotto il solo e unico disco fatto dalla vecchia band di Bob, PJ fa tornare i "Bob Duncan Experience" di nuovo insieme. PJ viene anche a sapere il vero motivo per cui la band si sciolse. A quei tempi Bob aveva una ragazza che voleva a tutti costi insinuarsi nella band: era Amy! Quindi la scena si ripete e Amy cerca di diventare la cantante del gruppo. PJ va a dire alla madre che sta esagerando e lei comprende. Nel frattempo, Emmett rivela a Teddy che aveva promesso di essere la sua accompagnatrice per il ballo quando erano nella scuola elementare, quindi Teddy cerca di far uscire Emmett con la nuova ragazza della scuola, Alicia. Purtroppo il progetto non va a buon fine e Teddy va al ballo con Emmett. Gabe e il suo amico Leo creano un chiosco di limonate, ma quando si dividono i profitti, Gabe si prende 25 dollari e 13 centesimi. A Leo rimangono 12 centesimi e litigano per quel centesimo. Gabe scopre che ora Leo ha aperto un altro chiosco nella sua taverna, ma dà tutto gratis. Iniziano a competere e alla fine vince Gabe (grazie a cheer leader e ai "Bob Duncan Experience"). I due ragazzi fanno la pace e decidono di aprire un chiosco di guacamole e nachos.

## Un giorno di straordinaria follia
- Titolo originale: "Ditch Day"
- Diretto da: Phill Lewis
- Scritto da: Christopher Vane

### Trama
Teddy scopre di avere la reputazione di "Guasta Giochi", o anche "G.G.", ma questo non le fa affatto piacere allora decide di saltare la scuola con Ivy, per far credere di essere cattiva, e va' al Super Adventure dove scopre che le mascotte rubavano soldi dagli zaini degli adolescenti distratti, ma Teddy finisce in prigione perché attacca alle spalle le mascotte. Alla fine si scopre tutto e proprio quando Teddy fa capire ai compagni il perché non è venuta a scuola e si sta per togliere il titolo di "Guasta Giochi", arriva poliziotto che le dà una medaglia di "Miglior Cittadino" del Super Adventure. Così tutti si mettono a gridare "G.G.! G.G.!" ed alla fine Teddy ci rinuncia e lo grida anche lei. PJ deve creare un vestitino per il compito di economia domestica, ma non riesce a farlo bene quindi decide di comprarne uno da un negozio. Intanto Gabe cerca di essere gentile nei confronti dei suoi genitori perché vuole andare al Super Adventure, e prende dal garage una poesia incorniciata firmata "B.D.". All'inizio si pensava fosse scritta da Bob Duncan ma poi si scopre che era stata scritta da Bob Dellamaloris, l'ex-fidanzato di Amy, ricco e bello. Bob s'ingelosisce e litiga con la moglie. Amy confessa di non aver buttato la poesia perché era l'unica che le fosse mai stata scritta. Bob gliene scrive una e quindi quella di Bob Dellamaloris viene buttata. Dopo tutto questo trambusto Gabe scopre che il Super Adventure è stato richiuso (a causa delle mascotte che rubavano) e si mette ad urlare, dovendo arrendersi per aver provocato tutta questa confusione per niente.

## La partita di bowling
- Titolo originale: Alley Oops
- Diretto da: Tommy Thompson
- Scritto da: Jim Gerkin

### Trama
Mary Lou Wentz vince un provino per cantare l'inno nazionale in un gioco di basket al Denver Nuggets, ma Teddy è costretta a cantare in playback per la signora Wentz perché è terrorizzata dal palcoscenico. Nel frattempo, Amy entra in un social network ed è sconvolta quando i suoi figli non accettetano le sue richieste di amicizia. Infine Bob sta cercando di vincere un torneo di bowling ma la mano di Gabe si blocca in una macchina giocattolo artiglio e usano Charlie per vincere.

## Dolcetto o scherzetto?
- Titolo originale: Scary Had a Little Lamb
- Diretto da: Shannon Flynn
- Scritto da: Phil Baker & Drew Vaupen

### Trama
Arriva Halloween e Teddy e Ivy devono andare ad una festa. Prima però le due ragazze accompagnano Charlie a fare un giretto per Dolcetto o Scherzetto?. Quando salgono sul portico di una casa, Karl, un ragazzo della stessa età di Teddy spaventa molto Charlie, che urla. Poi dice a Teddy che può prendere dei dolcetti dentro ad un barile lì vicino, ma quando la ragazza va a mettere la mano, un liquido le sporca tutto il costume e in più puzza terribilmente. Alla festa Teddy non ha successo a causa del tanfo, così lei e Ivy si vendicano di Karl. Nel frattempo, Gabe si impegna a proteggere la casa della signora Dabney dagli adolescenti, ma quando la sua casa viene vandalizzata, Gabe deve fare sempre quello che lei le dice. Si scopre poi che la signora Dabney aveva rovinato la casa di proposito per far lavorare Gabe. PJ ha una nuova ragazza Zoe. Per Halloween PJ si veste da gotico con i baffi e fa conoscere Zoe a Bob e Amy. È vestita come tutti gli altri, infatti dice di essersi vestita da sua sorella. In realtà Zoe è una gotica. PJ decide di essere gotico e dice che il costume in realtà erano i baffi. Decide di chiamarsi JP perché da gotico è tutto il contrario di prima. Mentre a PJ piacciono i colori pastello, a JP piacciono il nero e il grigio. PJ ama andare dormire presto, JP sta sveglio la notte. Amy si accorge di tutto questo e si preoccupa per PJ. Amy fa aprire gli occhi del ragazzo e lo fa ridiventare il solito PJ.

## Ritorno a Super Adventure Land
- Titolo originale: Return to Super Adventure Land
- Diretto da: Bob Koherr
- Scritto da: Erika Kaestle & Patrick McCarthy

### Trama
I Duncan faranno un viaggio in famiglia al Super Adventure Land. Gabe e Amy vengono presi per uno spot pubblicitario. Nel frattempo Bob è felice che cucini PJ e fa di tutto per farlo cucinare. Intanto, Emmett dà un lavoro a Teddy al Super Adventure Land, non dicendole che dovrà baciarlo dato che devono rappresentare la favola ''La principessa e il ranocchio" . Quando il giorno comincia ad avvicinarsi, Teddy sogna di baciare Emmet e la cosa le piace, scoprendo così di essere innamorata del ragazzo. Lo invita quindi a casa sua e gli chiede di baciarla, ma Emmet rifiuta sull'ultimo per paura che le cose non vadano come ha sempre sognato.

## Sai mantenere un segreto?
- Titolo originale: Can You Keep a Secret?
- Diretto da: Bob Koherr
- Scritto da: Phil Baker & Drew Vaupen

### Trama
Teddy e Spencer si ritrovano a lavorare insieme a Super Adventure Land e dovranno baciarsi in continuazione per uno spettacolo per bambini. Amy, scoperta questa cosa, regala una macchina nuova alla figlia in modo che si possa licenziare e possa smettere di vedere Spencer, ma Teddy dopo averlo baciato decide di rimettersi insieme a lui. Intanto Gabe cerca di guadagnare dei soldi per comprarsi una nuova console e Bob deve rimediare a un grave errore commesso anni prima, alla nascita di PJ.

## L'ora della favola
- Titolo originale: Story Time
- Diretto da: Phill Lewis
- Scritto da: Aaron Ho

### Trama
Teddy e Amy competono per scrivere una favola per bambini all'asilo di Charlie. Nel frattempo, PJ da consigli ad una coppia di sposi sulla loro relazione. Intanto Bob partecipa alla giornata dei lavori della classe di Gabe .

## Un rocambolesco giorno del Ringraziamento
- Titolo originale: It's a Charlie Duncan Thanksgiving
- Diretto da: Bob Koherr
- Scritto da: Phil Baker & Drew Vaupen

### Trama
Il padre di Bob, Frank, viene per il Ringraziamento e si innamora della Signora Dabney che, da poco lasciatasi dal marito, ricambia con grande sgomento di Bob e Gabe. Nel frattempo, PJ cerca di ingannare Amy cucinando il tacchino per il pranzo, dato che lei è una frana in cucina. Teddy e Ivy vogliono comprare un Tablet

## Un weekend glaciale
- Titolo originale: Teddy on Ice
- Diretto da: Bob Koherr
- Scritto da: Dan Staley

### Trama
I Wentz invitano Teddy per una settimana nella loro casa sul lago. Nel frattempo, Charlie dice una brutta parola, così Bob e Amy cercano di capire da chi l'ha imparata.